# TunnelBear
TunnelBear (còn được gọi là TunnelBear VPN) là một dịch vụ mạng riêng ảo (VPN) công khai có trụ sở tại Toronto, Canada. Công ty được thành lập bởi Daniel Kaldor và Ryan Dochuk vào năm 2011. Vào tháng 3 năm 2018, TunnelBear đã được mua lại bởi McAfee.

## Lịch sử
TunnelBear được McAfee mua lại vào tháng 3 năm 2018.<ref name="McAfee acquires" /> TunnelBear tiếp tục hoạt động như một dịch vụ VPN độc lập.

## Tính năng
Phần mềm TunnelBear miễn phí hiện có sẵn ở Android, Windows, macOS và iOS. Ngoài ra còn có tiện ích mở rộng cho Google Chrome và Opera. Cách khác, các bản phân phối Linux có thể được cấu hình để dùng TunnelBear.
Giống như các dịch vụ VPN công cộng khác, TunnelBear có khả năng bỏ qua chặn nội dung ở hầu hết các nước. TunnelBear cho phép người dùng xuất hiện ở một trong 20 quốc gia khác nhau (bao gồm Ireland, Hoa Kỳ, Thụy Điển và Ý).
Tất cả máy khách đều sử dụng mã hóa AES-256 ngoại trừ ứng dụng khách cho iOS 8 trở về trước, sử dụng AES-128. Khi được kết nối, địa chỉ IP thực của người dùng sẽ không hiển thị với các trang web đã truy cập. Thay vào đó, các trang web và/hoặc máy tính sẽ có thể nhìn thấy địa chỉ IP giả mạo được cung cấp bởi TunnelBear VPN.
TunnelBear cũng cung cấp dịch vụ VPN của công ty có tên "TunnelBear for Teams."

## Giá cả
TunnelBear VPN là một sản phẩm freemium. Phiên bản dùng thử chỉ cung cấp 500MB dữ liệu VPN trước khi họ sẽ phải ngắt kết nối hoặc mua đăng ký hàng tháng cho dữ liệu không giới hạn. (500MB dữ liệu đặt lại mỗi tháng)

## Đón nhận
Scott Gilbertson từ Wired ca ngợi "hình ảnh động gấu dễ thương" của TunnelBear, nói rằng chúng làm cho dịch vụ dễ tiếp cận hơn và mô tả nhà cung cấp này có các tính năng bảo mật tương đương với đối thủ và chính sách bảo mật dễ hiểu. Nhà cung cấp đã phải đối mặt với những lời chỉ trích từ WireCutter vì tốc độ tương đối chậm hơn và bỏ cuộc gọi điện video trong các thử nghiệm của họ về dịch vụ, nhưng WireCutter tuyên bố rằng TunnelBear vượt trội về "khả năng sử dụng, sự tin cậy và minh bạch". Rae Hodge tại CNET chỉ trích dịch vụ vì các vị trí máy chủ hạn chế và người dùng không có khả năng chọn một máy chủ riêng lẻ trong một vị trí. Hodge cũng nêu lên lo ngại rằng hồ sơ của Tunnelbear có thể bị trát đòi hầu tòa vì chúng là một doanh nghiệp Canada thuộc sở hữu của một công ty Mỹ.